# 特首政策組
特首政策組（英語：Chief Executive's Policy Unit），是香港特別行政區政府部門，於2022年12月28日成立，主要職能為向行政長官提供意見，屬於幕僚部門。特首政策組由政策創新與統籌辦事處改組而成，前身可追溯至1989年成立的中央政策組。政策組以一名組長為負責人，其職級相等於首長級薪級第8點（D8），由首長級甲一級政務官或非公務員出任。

## 歷史
1989年，當時的布政司署成立中央政策組，負責向香港總督提供政策建議。香港回歸後改為向香港行政長官提供政策建議。
2018年4月1日，中央政策組改組為政策創新與統籌辦事處，不過只維持了4年，於2022年7月1日正式解散。
2022年12月28日，直接向行政長官負責的特首政策組成立，由原香港立法會議員黃元山出任首任組長。

## 歷任組長
職級相等於首長級薪級第8點（D8）
- 黃元山博士（非公務員，2022年12月28日－ ）

## 成員名單
| 經濟發展專家組 | 經濟發展專家組 | 社會發展專家組 | 社會發展專家組 | 社會發展專家組 | 研究策略專家組 | 研究策略專家組 | 研究策略專家組 |
| -------------- | -------------- | -------------- | -------------- | -------------- | -------------- | -------------- | -------------- |
| 王磊           | 李曦光         | 李焯麟         | 孫燕華         | 馬駿           | 王于漸         | 王福強         | 毛振華         |
| 巴曙松         | 竺稼           | 許琳           | 陳少波         | 陳永德         | 白立邦         | 何建宗         | 何達基         |
| 李律仁         | 洪小源         | 陳宗彝         | 陳建強         | 陳曉峰         | 吳宏偉         | 肖耿           | 周文港         |
| 李家誠         | 胡陳德姿       | 陸地           | 劉洋           | 鄧飛           | 周伯展         | 林一星         | 張家敏         |
| 容永祺         | 張德熙         | 盧永雄         | 戴希立         | 戴德豐         | 張量童         | 郭萬達         | 陳文鴻         |
| 梁頴宇         | 郭基煇         | 羅詠詩         | 羅寶文         |                | 黃平           | 黃玉山         | 雷鼎鳴         |
| 曾順福         | 湯道生         |                |                |                | 趙汝恒         | 劉兆佳         | 劉佩瓊         |
| 楊德斌         | 劉伯偉         |                |                |                | 蔡洪濱         | 鄭永年         | 盧煜明         |
| 黎永良         | 龔永德         |                |                |                |                |                |                |

## 外部連結
- 官方网站